# O Homem Invisível (1933)
The Invisible Man (bra/prt: O Homem Invisível) é um filme norte-americano de 1933, do gênero ficção científica e terror, dirigido por James Whale. O roteiro é de R.S. Sherriff, baseado em romance homônimo de H.G. Wells. Claude Rains protagoniza seu primeiro filme americano. Mas seu rosto aparece apenas na última cena, pois em todo filme ele está coberto de bandagens ou então só é ouvida a sua voz. Considerado um dos grandes filmes de horror do Estúdio Universal, com muitas sequências.  
Os efeitos especiais foram de John P. Fulton, John J. Mescall e Frank D. Williams.
Em 2008, The Invisible Man foi selecionado para ser preservado pela Biblioteca do Congresso dos Estados Unidos.
Boris Karloff era o ator inicialmente escolhido pelo estúdio para protagonizar o filme, mas desistiu após o produtor Carl Laemmle Jr. tentar várias vezes diminuir seu salário. Para substituir Karloff, Chester Morris, Paul Lukas e Colin Clive foram considerados. James Whale, que assumiu como diretor no lugar de Cyril Gardner foi quem escolheu a "voz inteligente" de Claude Rains para o papel de "Griffin".

## Elenco
- Claude Rains - Jack Griffin / Homem Invisível
- Gloria Stuart - Flora Cranley
- William Harrigan - Dr. Kemp
- Henry Travers - Dr. Cranley
- Una O'Connor - Jenny Hall
- Forrester Harvey - Bill Hall
- Holmes Herbert - chefe de polícia
- E.E. Clive - Jaffers
- Dudley Digges - chefe-detetive
- Harry Stubbs - inspetor Bird
- Donald Stuart - inspetor Lane
- Walter Brennan - Dono da bicicleta

## Sinopse
Jack Griffin cria a fórmula da invisibilidade e a aplica em si próprio. Mas ele precisa descobrir o seu antídoto para poder reverter o processo, caso contrário ficará desta assim para sempre. Ao mesmo tempo, sonha em tornar-se muito rico após vender sua invenção para algum país, que a usaria para ter um exército invisível.

### Diferenças entre o livro e o filme
O filme se manteve na maior parte fiel à obra de H.G. Wells, mas houve mudanças em muitos aspectos: a história foi atualizada para 1933; Griffin não tinha uma noiva no livro; não havia o Dr. Cranley e Griffin não mata Kemp; no livro é Kemp quem descobre Griffin morto no fim; Kemp não é seu velho amigo e nem seu sócio, mas apenas um conhecido; A substância chamada monocaína não tem nome no livro; Griffin parecia já estar louco antes de se tornar invisível e é mostrado de forma mais simpática no filme do que no livro, com Kemp descrevendo-o como um "desumano" para a polícia.

## Sequências
- The Invisible Man (1933)
- The Invisible Man Returns (1940)
- The Invisible Woman (1940)
- Invisible Agent (1942)
- The Invisible Man's Revenge (1944)

## Principais prêmios e indicações
Festival de Veneza 1934 (Itália)
- Recebeu uma Recomendação Especial